# Amidah

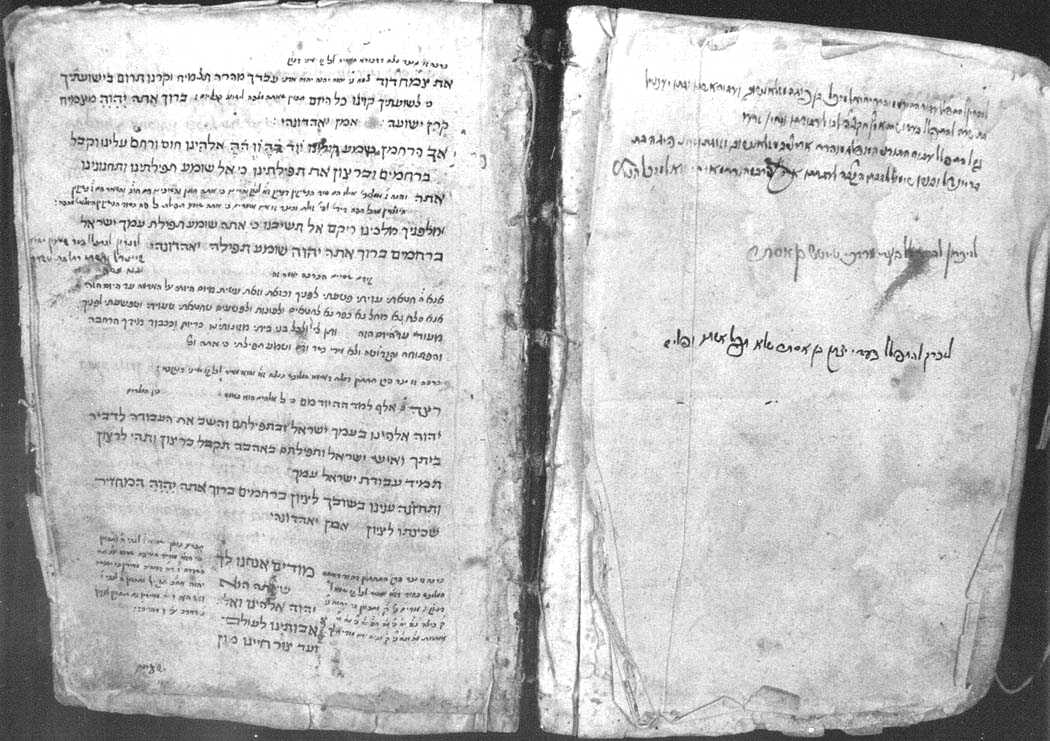
Il Siddur del Baal Shem Tov (1698–1760), aperto sulle pagine dell'Amidah

L‘Amidah, plur. Amidot (in ebraico תפילת העמידה‎?, Tefilat HaAmidah "Preghiera in piedi" o "Preghiera in posizione eretta"), è una preghiera pluriquotidiana della religione ebraica. Detta anche Shemonè esrè (שמנה עשרה, Shmoneh Esreh "Le Diciotto", con riferimento al numero originale di benedizioni costitutive), dal numero delle benedizioni che venivano recitate nel corso della preghiera in tempi antichi, numero aumentato in seguito a diciannove.
Preghiera centrale della liturgia ebraica, ha composizione variabile: le diciannove benedizioni sono presenti nella forma recitata nei giorni della settimana; nel sabato e nelle festività viene usata una forma diversa dipendente dalla natura delle festività. L'Amidah è una preghiera che si trova nel Siddur tradizionale, libro di preghiere ebraico, ed è designata semplicemente come tefillah (תפילה, "preghiera") nella letteratura rabbinica.
Gli ebrei osservanti recitano l'Amidah durante ciascuno dei tre servizi di preghiera in un normale giorno settimanale: mattino, pomeriggio e sera. Un'Amidah speciale abbreviata è anche il centro del servizio Mussaf ("Addizionale") che si recita durante lo Shabbat (il sabato ebraico), Rosh Chodesh (il nuovo mese o giorno della luna nuova) e nelle festività ebraiche, dopo la lettura mattutina della Torah, con varie forme di Amidah che dipendono dall'occasione. L'Amidah quotidiana tipica consiste di diciannove benedizioni, sebbene originariamente fossero state diciotto; quando l'Amidah viene modificata per preghiere specifiche o occasioni, le prime tre benedizioni e le ultime tre rimangono costanti, inquadrando l'Amidah usata in ogni servizio, mentre le tredici mediane sono sostituite da benedizioni specifiche dell'occasione.
Il linguaggio dell'Amidah quasi certamente risale al periodo mishnahico, sia prima che dopo la distruzione del Tempio di Gerusalemme (70 e.v.) quando era considerato inutile prescrivere il suo testo e contenuto. Il Talmud indica che, quando Rabbi Gamaliel II si incaricò di stabilire definitivamente il servizio liturgico pubblico e organizzare le devozioni private, ordinò al Tanna Samuel ha-Katan di scrivere un altro paragrafo, rimproverando informatori ed eretici, che fu inserito come dodicesima preghiera nella sequenza moderna, portando a diciannove il numero di benedizioni. Altre fonti, anche nel Talmud, indicano però che questa preghiera faceva parte delle 18 originali; e che le 19 preghiere si consolidarono quando la 15ª per la restaurazione di Gerusalemme e del trono di Davide (venuta del Messia) fu divisa in due.
La preghiera viene recitata stando in piedi in maniera fermamente eretta e preferibilmente rivolti verso Gerusalemme. Nel culto pubblico ortodosso, Shemoneh Esrei è prima detta silenziosamente dalla congregazione e poi ripetuta ad alta voce dallo chazzan (lettore); lo scopo originale della ripetizione era quello di dare la possibilità ai membri analfabeti della congregazione di partecipare nella preghiera collettiva rispondendo "Amen." Le congregazioni dell'Ebraismo conservatore e dell'Ebraismo riformato a volte abbreviano la recitazione pubblica dell'Amidah secondo le rispettive tradizioni. Le regole dell'Halakhah che ordinano la composizione e recitazione dell'Amidah vengono discusse principalmente nel Talmud, nei capitoli 4–5 del Berakhot; nella Mishneh Torah di Maimonide, nei capitoli 4–5 di Hilkhot Tefilah; nello Shulchan Aruch, alle Leggi 89–127.

## Origini
1-Zugot
2-Tannaim
3-Amoraim
4-Savoraim
5-Gaonim
6-Rishonim
7-Acharonim
Il linguaggio dell'Amidah quasi certamente proviene dal periodo mishnahico, sia prima che dopo la distruzione del Tempio (70 e.v.) quale probabile tempo della sua composizione e compilazione. Nell'era della Mishnah, si considerava superfluo mettere per iscritto il suo testo e contenuto. Ciò poteva essere semplicemente perché il linguaggio era ben noto agli autori della Mishnah. La Mishnah potrebbe inoltre non aver registrato un testo specifico per un'avversione al rendere la preghiera una forma di rigore e una formula fissa, avversione che continuò in parte almeno per tutto il periodo talmudico, come comprovato dalle opinioni di Rabbi Eleazar ben Azariah (Talmud Ber. 29b) e rabbi Shimon bar Yohai (Ab. ii. 13). Rabbi Jose ben Halafta riteneva che si dovesse includere qualcosa di nuovo nelle proprie preghiere ogni giorno (Talmud Yerushalmi Ber. 8b), un principio si dice sia stato seguito in pratica da Rabbi Eleazar e rabbi Abbahu (ibid.). La preghiera non doveva esser letta come se uno leggesse una lettera (ibid.).
Tuttavia, anche le fonti talmudiche riflettono opinioni diverse, tra cui quella che attribuisce la formulazione dell'Amidah agli "uomini della Grande Sinagoga" (Ber.33a, Meg 17b), cioè al primo periodo del Secondo Tempio, in opposizione a quella che attribuisce esplicitamente la disposizione della preghiera all'attività di Rabban Gamliel nell'era dopo la distruzione del tempio, a Yavne (Ber. 28b).
Il Talmud cita Simeon ha-Paoli quale editore della raccolta presso l'accademia di Rabbi Gamaliel II a Yavne. (Ber. 28b). Tuttavia ciò non significa che le benedizioni fossero sconosciute prima di allora; infatti in altri passi la "Shemoneh 'Esreh" viene fatta risalire ai "primi saggi" (Sifre, Deut. 343), e di nuovo ai "120 anziani e tra questi un numero di profeti" (Meg. 17b). Per poter rimuovere le discrepanze tra l'assegnazione di redazione ai primi o ai secondi, il Talmud si rifà alla spiegazione che afferma che le preghiere erano cadute in disuso e che Gamaliel le avesse riprese (Meg. 18a).
Il nucleo storico in queste notizie contrastanti sembra essere il fatto indubitabile che le benedizioni datano fin dai primi giorni della "sinagoga farisaica"". Inizialmente erano risultati spontanei degli sforzi per stabilire la sinagoga farisaica in opposizione, o almeno in corrispondenza, il servizio del Tempio dei Sadducei. Ciò è evidente dal tentativo aggadico di collegare i tempi prestabiliti di preghiera con la routine sacrificale del Tempio, con la "Tefillah" mattutina e pomeridiana che ricordando le offerte costanti (Ber. 26b;. Gen. R. LXVIII), mentre per la "Tefillah" serale si faceva ricorso ad un confronto artificiale con le porzioni sacrificali consumate sull'altare durante la notte.
Rabbi Gamaliel II infine si incaricò di organizzare definitivamente il servizio pubblico e regolare le devozioni private. Istruì Simeon ha-Pakoli di revisionare le benedizioni - probabilmente nell'ordine che avevano già acquisito - e ne fece dovere per tutti recitare la preghiera tre volte al giorno.
Secondo il Talmud, Gamaliel diresse Samuel ha-Katan a scrivere un altro paragrafo contro gli informatori e gli eretici, portando così il numero totale a diciannove (Ber. IVv. 3; cfr. Grätz, "Gesch." 3ª ed., IV. 30 et seq.). Questa aggiunta è rappresentata dalla 12ª preghiera nella sequenza moderna.

## Quando si recita l'Amidah
Durante i normali giorni della settimana, l'Amidah viene recitata tre volte, una volta rispettivamente nei servizi liturgici della mattina, del pomeriggio e della sera, noti come Shacharit, Minchah e Arvit.
Un'opinione nel Talmud asserisce, col supporto di versetti biblici, che il concetto per ciascuno dei tre servizi fu fondato rispettivamente dai tre patriarchi. I tempi prescritti per la recitazione dell'Amidah potrebbero quindi originarsi dal periodo dei sacrifici pubblici tamid ("eterni") che si tenevano al Tempio di Gerusalemme. Dopo la distruzione del Secondo Tempio nel 70 e.v., il Concilio di Jamnia determinò che l'Amidah avrebbe sostituito i sacrifici, applicando direttamente il dettame di Osea: "noi ti offriremo, invece di tori, i sacrifici delle nostre labbra." Per tale ragione, l'Amidah deve essere recitata durante il periodo di tempo in cui il tamid doveva essere offerto. Pertanto, poiché il servizio Maariv era inizialmente opzionale, dato che sostituisce la bruciatura delle ceneri della notte sull'altare del Tempio piuttosto che un sacrificio specifico, l'Amidah di Maariv non è ripetuta dallo chazzan (lettore), mentre invece tutte le altre Amidot sono ripetute.
Durante lo Shabbat, Rosh Chodesh e altre festività ebraiche, c'è un'Amidah Musaf ("Addizionale") per rimpiazzare gli ulteriori sacrifici comunitari di questi giorni. Nello Yom Kippur (Giorno dell'Espiazione), una quinta recitazione pubblica, la Ne'ilah, viene aggiunta per supplire ad un sacrificio speciale che veniva offerto in quel giorno al Tempio.

## Struttura dell'Amidah quotidiana
L'Amidah quotidiana contiene diciannove benedizioni. Ogni benedizione finisce con la chiusura "Benedetto Tu, O Signore..." e anche la benedizione di apertura finisce così. Le prime tre benedizioni in blocco sono conosciute col titolo di shevach ("lode") e servono ad ispirare il devoto e invocare la misericordia di Dio. Le tredici benedizioni centrali compongono la bakashah ("richiesta"), con sei richiesta personali, sei comunitarie e una richiesta finale che Dio accetti le preghiere. Le tre benedizioni finali, note come hoda'ah ("gratitudine"), ringraziano Dio per l'opportunità di servirLo. Shevach e hoda'ah sono standard per ogni Amidah, con alcuni cambiamenti per certe occasioni.

### Le 19 benedizioni
Le diciannove benedizioni sono come segue:
1. Nota come Avot ("Padri") questa preghiera offre lode a Dio, che è ricordato come il Dio dei Patriarchi:
(Benedetto Tu Signore, scudo di Abramo)
2. Nota come Gevurot ("Potenze"), questa offre lode al Signore per la sua potenza e grandezza. La preghiera include menzione della guarigione dei malati e la resurrezione dei morti. Viene anche chiamata Tehiyyat ha-Metim = "la resurrezione dei morti":
(Benedetto Tu, Signore, che risusciti i morti)
3. Nota come Kedushat ha-Shem ("Santificazione del Nome") questa benedizione offre lode alla santità di Dio:
(Benedetto Tu, Signore, Dio Santo)
4. Nota come Binah ("Conoscenza"), è una supplica a Dio affinché conceda saggezza e conoscenza:
(Benedetto Tu Signore, che concedi la grazia della conoscenza)
5. Nota come Teshuvah ("Penitenza", "Ritorno") questa preghiera chiede a Dio di aiutare gli ebrei a ritornare a una vita basata sulla Torah e prega Dio quale Dio del pentimento. Da notare che questa è la sola benedizione il cui testo è identico in tutte le versioni ortodosse del siddur:
(Benedetto Tu, Signore, che accogli la penitenza)
6. Nota come Selichah, chiede perdono di tutti i peccati e loda Dio quale Dio del perdono:
(Benedetto Tu, Signore, che sei pietoso e perdoni con larghezza)
7. Nota come Geulah ("Redenzione"), loda Dio quale salvatore del popolo d'Israele:
(Benedetto Tu, Signore, redentore d'Israele)
8. Nota come Refuah ("Guarigione"), è una preghiera per la guarigione dei malati:
(Benedetto Tu, Signore, risanatore dei malati del popolo di Israele)
9. Nota come Birkat HaShanim ("Annate", lett. "Benedizione per gli anni [buoni]"), questa preghiera chiede a Dio di benedire i prodotti della terra:
(Benedetto Tu, Signore, che benedici le annate)
10. Nota come Galuyot ("Diaspore" o "Raduno degli esiliati"), chiede a Dio di permettere il raduno degli ebrei esiliati in Terra d'Israele:
(Benedetto Tu, Signore, che raduni i dispersi del Tuo popolo di Israele)
11. Nota come Birkat HaDin ("Giustizia"), questa preghiera chiede a Dio di restaurare i giusti giudici come nei tempi antichi:
(Benedetto Tu, Signore, Re che ami la carità e la giustizia)
12. Nota come Birkat Ha Minim ("Eretici"), chiede a Dio di distruggere coloro che appartengono a sette eretiche (Minuth), che calunniano e agiscono come informatori contro gli ebrei:
(Benedetto Tu, Signore, che spezzi i nemici e pieghi i superbi)
13. Nota come Tzaddikim ("Giusti"), prega Dio di aver misericordia per tutti coloro che credono in Lui e chiede sostegno per i giusti:
(Benedetto Tu, Signore, appoggio e fiducia dei giusti)
14. Nota come Bo'ne Yerushalayim ("Costruttore di Gerusalemme") chiede a Dio di ricostruire Gerusalemme e di restaurare il Regno di Davide.
(Benedetto Tu, Signore, che riedifichi Gerusalemme)
15. Nota come Birkat David ("Benedizione di Davide"), chiede a Dio di far arrivare il discendente di Re Davide, che sarà il Messia:
(Benedetto Tu, Signore, che fai prosperare la potenza della salvezza)
16. Nota come Tefillah ("Preghiera"), chiede a Dio di accettare le preghiere del popolo ebraico e di aver misericordia e compassione:
(Benedetto Tu, Signore, che ascolti la preghiera)
17. Nota come Avodah ("Servizio", "Culto"), prega Dio di restaurare i servizi del tempio e quelli sacrificali:.
(Benedetto Tu, Signore, che fai tornare con misericordia la Tua Presenza a Sion)
18. Nota come Hoda'ah ("Ringraziamento"), preghiera di ringraziamento a Dio per la vita ed i miracoli che compie ogni giorno:
per la nostra vita affidata nelle Tue mani, e per le nostre anime affidate a Te, e
per i prodigi che di giorno in giorno operi con noi, e per le cose meravigliose e
per le opere di bontà che compi in ogni tempo, alla sera e al mattino e a
mezzogiorno. Tu sei buono, infatti la Tua misericordia non viene meno; Tu sei
misericordioso, infatti non si esaurisce la Tua carità. Da sempre abbiamo
sperato in Te; non ci hai fatto restare delusi, Signore Dio nostro, non ci hai
abbandonato e non hai distolto il Tuo volto da noi.»
(Benedetto Tu, Signore; il Tuo Nome è l'ottimo, e a Te conviene rendere lode)
19. Nota come Sim Shalom ("Dona la pace") è l'ultima preghiera, per la pace, bontà, benedizioni, carità e compassione. Gli aschenaziti generalmente recitano una versione più corta di questa benedizione a Minchah e Maariv, chiamata Shalom Rav.
חֵן וָחֶֽסֶד וְרַחֲמִים עָלֵֽינוּ וְעַל כָּל יִשְׂרָאֵל עַמֶּֽךָ
בָּרְכֵֽנוּ, אָבִֽינוּ, כֻּלָּֽנוּ כְּאֶחָד בְּאוֹר פָּנֶֽיךָ
כִּי בְאוֹר פָּנֶֽיךָ נָתַֽתָּ לָּֽנוּ ה' אֱלֹקינוּ
תּוֹרַת חַיִּים וְאַֽהֲבַת חֶֽסֶד וּצְדָקָה וּבְרָכָה וְרַחֲמִים וְחַיִּים וְשָׁלוֹם
וְטוֹב בְּעֵינֶֽיךָ לְבָרֵךְ אֶת עַמְּךָ יִשְׂרָאֵל בְּכָל עֵת וּבְכָל שָׁעָה בִּשְׁלוֹמֶֽךָ
בָּרוּךְ אַתָּה ה' הַמְבָרֵךְ אֶת עַמּוֹ יִשְׂרָאֵל בַּשָּׁלוֹם»
Benedici, Padre nostro, noi tutti insieme, con la luce del Tuo volto, perché con la luce del Tuo volto hai dato a noi, Signore Dio nostro, la Legge di vita, amore, grazia, carità, benedizione, salvezza e misericordia e vita e pace.

Ti piaccia di benedirci e benedire tutto il Tuo popolo Israele, sempre in ogni tempo e in ogni ora, nella Tua pace.»
(Benedetto Tu, Signore, che benedici il Tuo popolo Israele nella pace)
Si conclude:
«Siano di compiacimento al Tuo cospetto i detti della mia bocca e il pensiero del mio cuore, o Signore, mia roccia e mio redentore. Amen.»

### Shalom Rav
Shalom Rav (in ebraico שָׁלוֹם רָב‎?, "Pace abbondante") è la benedizione recitata alla fine dell'Amidah serale nella tradizione aschenazita:
כִּי אַתָּה הוּא מֶֽלֶךְ אָדוֹן לְכָל הַשָּׁלוֹם
וְטוֹב בְּעֵינֶֽיךָ לְבָרֵךְ אֶת עַמְּֿךָ יִשְׂרָאֵל
בְּכָל עֵת וּבְכָל שָׁעָה בִּשְּׁלוֹמֶֽךָ
בָּרוּךְ אַתָּה יהוה
הַמְֿבָרֵךְ אֶת עַמּוֹ יִשְׂרָאֵל בַּשָּׁלוֹם»
Poiché Tu sei la fonte sovrana di tutte le paci.
Sia pertanto giusto ai tuoi occhi benedire il Tuo popolo Israele
in ogni stagione e in ogni ora con la Tua pace.»
(Benedetto Tu, Signore, che benedici il Tuo popolo Israele nella pace)

### Meditazione conclusiva
L'usanza si è progressivamente sviluppata di recitare, a conclusione dell'ultima benedizione, la supplica che Mar, il figlio di Ravina, utilizzava per concludere la sua preghiera:
(Talmud Berachot 17a)
La corrente principale degli aschenaziti ortodossi aggiunge anche la seguente preghiera alla conclusione di ogni Amidah:
È inoltre tradizione aggiungere preghiere personali come parte della recitazione silenziosa dell'Amidah. Rabbi Shimon bar Yohai esorta a pregare a memoria: "Ma cerca di rendere la tua preghiera una richiesta di misericordia e compassione davanti all'Onnipresente." Alcune autorità incoraggiano il devoto a dire ogni volta qualcosa di nuovo nella propria preghiera.

### Modalità della preghiera
Le molte leggi che riguardano la modalità di preghiera dell'Amidah sono stabilite per focalizzare la concentrazione mentre ci si rivolge a Dio.

#### Concentrazione
La Preghiera nell'Ebraismo è chiamata "avodah shebalev" "Servizio del Cuore", e quindi la preghiera è valida solo se ci si concentra sulle proprie emozioni e intenzioni – kavanah – nel recitare le parole delle preghiere. Lo Shulchan Aruch avverte che si preghi usando una traduzione comprensibile, sebbene imparare il significato della liturgia in ebraico sia l'ideale.
Inoltre, secondo la Halakhah, la prima benedizione dell'Amidah va detta con intenzione; se detta solo a memoria, il devoto deve tornare indietro e ripeterla con intenzione. Il Rema però ha scritto che ciò non è più necessario, perché i tempi di attenzione "moderni" (visse nel XVI secolo) sono così brevi, che non si avrebbe intenzione neanche la seconda volta. Anche la penultima benedizione Hoda'ah ha un'alta priorità per kavanah.

#### Interruzioni
Interrompere l'Amidah è proibito. Le uniche eccezioni sono i casi di pericolo o chi ha bisogni fisiologici, anche se questa regola può dipendere dalla corrente ebraica a cui si appartiene. Ci sono anche degli halakhot per evitare l'interruzione dell'Amidah di altri: per esempio, è vietato sedersi accanto a qualcuno che prega o di camminare entro quattro amot (cubiti) di qualcuno che prega.

#### Preghiera silenziosa
La linea guida della preghiera silenziosa deriva dal comportamento del personaggio biblico Anna, madre del profeta Samuele, durante la preghiera, quando pregava nel tempio per avere un figlio. Pregava "parlando col suo cuore", in modo che nessun altro potesse sentire, ma le sue labbra si muovevano. Pertanto, quando si dice l'Amidah la propria voce dovrebbe essere udibile a sé stessi, ma non abbastanza forte perché la sentano gli altri.

#### In piedi
Il nome "Amidah", che letteralmente è il gerundio ebraico "stando in piedi", deriva dal fatto che il fedele recita la preghiera mentre sta eretto con i piedi saldamente serrati insieme. Ciò viene fatto per imitare gli angeli, che Ezechiele percepiva affermando "le loro gambe erano diritte". Poiché i fedeli invocano la Presenza Divina, devono rimuovere tutti pensieri materiali dalle loro menti, proprio come gli angeli che sono esseri puramente spirituali. In modo simile, spiega il Tiferet Yisrael nel suo testo di commentario "Boaz", l'Amidah è così chiamata perché aiuta la persona a focalizzare i propri pensieri. Per natura, il cervello di una persona è attivo ed errante - l'Amidah mette tutto a fuoco.
Il Talmud afferma che colui che sta cavalcando un animale o sta seduto in una barca (o per estensione moderna, in viaggio in aereo) può recitare l'Amidah seduto, dato che la precarietà di stare in piedi potrebbe disturbare la concentrazione.

#### Verso Gerusalemme
Si recita l'Amidah preferibilmente rivolti verso Gerusalemme, come proclamò il patriarca Giacobbe: "Questa è proprio la casa di Dio, questa è la porta del cielo", dove le preghiere possono elevarsi [al cielo]. Il Talmud riporta la seguente Baraita in materia:
Un cieco, o uno che non può orientarsi, dovrebbe dirigere il suo cuore verso il Padre in Cielo, come è detto, "Pregheranno il Signore" (1 Re 8). Colui che si trova nella diaspora dovrebbe rivolgersi verso la Terra di Israele, come è detto, "Ti pregheranno rivolti verso la città" (ibid.). Colui che sta a Gerusalemme dovrebbe volgersi verso il Tempio... Colui che si trova nel Tempio dovrebbe volgersi verso il Santo dei Santi... Colui che si trova nel Santo dei Santi si deve volgere verso il Coperchio dell'Arca... Viene quindi stabilito che l'intera nazione di Israele rivolge le proprie preghiere verso un unico luogo.
C'è un dibattito per quanto riguarda la misurazione delle direzioni per questo scopo. Alcuni dicono che ci si dovrebbe rivolgere verso la direzione che sarebbe la distanza più breve per Gerusalemme, ovvero in un arco a cerchio massimo, come definito nella geometria ellittica. Così a Roma ci si dovrebbe rivolgere a est-est-sud. Altri dicono che ci si dovrebbe rivolgere in una direzione lungo una linea lossodromica verso Gerusalemme, che non richiederebbe una modifica della direzione della bussola. Ciò sarebbe rappresentato da una linea retta su una proiezione di Mercatore, che sarebbe est-sud-est di Roma. In pratica, molti individui nell'emisfero occidentale semplicemente si volgono a est, indipendentemente dalla posizione. In presenza di un'arca che non si volge verso Gerusalemme, si dovrebbe allora pregare verso l'arca stessa.

#### Tre passi
Gli ebrei osservanti hanno l'abitudine di fare tre passi indietro e poi tre passi avanti, sia prima che dopo aver recitato l'Amidah. I passi indietro all'inizio rappresentano il ritirare la propria attenzione dal mondo materiale, per poi andare in avanti per avvicinarsi simbolicamente al Re dei Re. La Mekhilta osserva che il significato delle tre fasi si basa sulle tre barriere che Mosè doveva oltrepassare al Sinai prima di entrare nel regno di Dio. La Mishnah Berurah riporta che solo i passi in avanti sono necessari, mentre i precedenti passi indietro sono l'usanza prevalente.
Il Talmud babilonese narra che la pratica di far passi indietro dopo l'Amidah è un ricordo della pratica del Tempio di Gerusalemme, quando coloro che offrivano i sacrifici giornalieri camminavano all'indietro dall'altare dopo aver finito. È inoltre paragonata allo studente che rispettosamente indietreggia allontanandosi dall'insegnante senza rivolgergli la schiena.
Il Talmud quindi afferma:
Rabbi Alexandri disse a nome di Rabi Yehoshua ben Levi: Colui che ha pregato dovrebbe fare tre passi indietro e poi pregare per la pace. Rav Mordecai gli disse: Una volta che ha fatto tre passi indietro, lì dovrebbe rimanere.
Seguendo questa discussione, il devoto fa tre passi indietro alla fine dell'ultima meditazione e recita mentre si inchina a sinistra, destra e in avanti: "Egli che crea la pace nei cieli, possa Egli dare la pace a noi e a tutto Israele e diciamo, Amen." Molti hanno l'usanza di rimanere in piedi al proprio posto fino a quando lo chazzan arriva alla Qedushah e poi fanno tre passi avanti.

#### Inchinarsi
Il credente si inchina in quattro punti dell'Amidah: all'inizio e alla fine sia della prima benedizione di Avot sia alla penultima benedizione Hoda'ah. Alle parole di apertura di Avot e alla conclusione di entrambe queste benedizioni, quando si dice: "Benedetto Tu, o Signore," si piegano le ginocchia a "Benedetto", quindi ci si inchina a "Tu" e ci si raddrizza dicendo "O Signore". La ragione di questa procedura è che la parola ebraica per "benedetto" (Baruch) è correlata a "ginocchio" (berech), mentre il versetto in Salmi afferma: "il Signore rialza chi è caduto". All'inizio di Hoda'ah, ci si inchina dicendo le parole d'apertura "Noi Ti ringraziamo" senza piegare le ginocchia. A ciascun inchino ci si deve piegare finché le vertebre protrudono dalla schiena; chi è fisicamente inabile a farlo, può semplicemente accennare dondolando la testa.
Durante alcune parti dell'Amidah dette a Rosh haShana e Yom Kippur, gli ebrei aschenaziti tradizionalmente si mettono a terra in ginocchio e piegano la loro parte superiore del corpo come ad arco, in modo simile ai musulmani, sebbene non proprio nella stessa maniera. Ci sono alcune variazioni nella tradizione aschenazita su quanto tempo si debba rimanere in questa posizione. Alcuni ebrei della corrente yemenita Dor Daim e Talmidhe haRambam interpretano la Mishneh Torah e le fonti originali talmudiche relative agli inchini durante Shemoneh Esreh che ingiungano di stare sempre prostrati, sdraiati a terra, non solo durante le Grandi Festività, ma per tutto l'anno durante i quattro inchini dell'Amidah. È difficile sapere la percentuale di coloro che detengono da quest'ultimo punto di vista: si pensa che la maggior parte di coloro che condividono tale interpretazione, di solito lo facciano solo in privato o con le persone che condividono l'usanza.

### La ripetizione, BarukhHu Barukh Shemò ed Amen
Nel culto pubblico degli ebrei ortodossi e conservatori (Masorti), Shemoneh Esrei viene prima recitata silenziosamente dalla congregazione; poi viene ripetuta ad alta voce dallo chazzan (lettore), eccetto che per l'Amidah serale e quando un minian non sia presente. La congregazione risponde "Amen" ad ogni benedizione e "Baruch Hu Uvaruch Shemo" ("Benedetto è Lui e benedetto è il Suo Nome") quando lo chazzan invoca il nome di Dio in chiusura "Benedetto Tu, O Signore..." Se non ci sono sei membri di un minian che risponda "Amen," la benedizione dello chazzan è considerata vana.
Lo scopo originario della ripetizione era quello di dare ai membri analfabeti della congregazione la possibilità di essere inclusi nell'Amidah dello chazzan rispondendo "Amen".
Le congregazioni dell'Ebraismo conservatore e riformato a volte abbreviano la recitazione pubblica dell'Amidah dicendla una volta, con le prime tre benedizioni detta ad alta voce e il resto in silenzio. Questo stile abbreviato, comunemente indicato come הויכע קדושה (yiddish: "heikhe Kedusha") viene eseguito anche all'interno dell'Ebraismo ortodosso in talune circostanze; in alcune comunità è consuetudine che il minchah venga recitato in questo modo. Di solito è usato per condurre il fedele alla preghiera silenziosa.

## Amidot speciali

### Amidot dello Shabbat
La preghiere Amidah dello Shabbat Ma'ariv (sera), Shacharit (mattina), Mussaf (addizionale) e Mincha (pomeriggio) hanno tutte delle forme speciali in cui le 13 benedizioni mediane sono sostituite da una chiamata Kedushat haYom ("santità del giorno"), cosicché ogni Amidah dello Shabbat è composta da sette benedizioni. Il Kedushat haYom ha una porzione introduttiva, che nello Shabbat viene variata per ciascuno dei quattro servizi liturgici, e una porzione conclusiva corta, che è costante:
Alla vigilia dello Shabbat, dopo che la congregazione ha letto silenziosamente l'Amidah, il lettore ripete ad alta voce il Me‘En Sheva, o sommario delle sette benedizioni. La congregazione poi continua:

### Amidah delle festività
Durante i festival devozionali una preghiera speciale di "Santificazione del Giorno", composta da diverse sezioni, sostituisce le 13 benedizioni intermedie nelle preghiere serali, mattutine e pomeridiane. La prima sezione è costante:
Segue un paragrafo che nomina la festività speciale del caso e il suo speciale significato. Se coincide con la Shabbat, vengono aggiunte sezioni particolari che citano sia lo Shabbat che la festività stessa.

### Amidah Mussaf
Durante lo Shabbat, le festività ebraiche (cioè Yom Tov e Chol haMoed) e Rosh Chodesh (mese nuovo nel calendario ebraico), un'Amidah Mussaf (addizionale) viene recitata, sia silenziosamente che ripetuta dal lettore. Il servizio Mussaf è tecnicamente un servizio separato e indipendente, che potrebbe esser detto in qualsiasi momento tra i servizi shacharit (mattina) e mincha (pomeriggio), ma oggigiorno viene normalmente recitata subito dopo il servizio mattutino regolare come parte di una sessione liturgica singola ma estesa. L'Amidah Mussaf inizia con le stesse prime tre benedizioni e si conclude con le stesse ultime tre, come nell'Amidah regolare. Tuttavia, al posto delle 13 benedizioni intermedie del servizio giornaliero, vengono aggiunte preghiere speciali per le festività. Nei servizi ortodossi, queste preghiere narrano lo speciale sacrificio Mussaf che fu offerto al Tempio di Gerusalemme in quell'occasione e contiene una supplica per la costruzione del Terzo Tempio e il ripristino del culto sacrificale. Il passo biblico che si riferisce al sacrificio Mussaf del giorno è incluso. La Benedizione sacerdotale viene data durante la ripetizione dell'Amidah da parte dello chazzan (lettore). All'esterno della Terra d'Israele, l'Amidah Mussaf delle principali feste ebraiche è l'unica volta che la Benedizione Sacerdotale è cantata da veri e propri kohanim (sacerdoti).
L'Amidah Mussaf di Rosh haShanah è unica in quanto, a parte la prima e le ultime 3 benedizioni, contiene 3 benedizioni centrali per un totale di 9, in confronto alle normali 19 dell'Amidah settimanale o 7 dell'Amidah dello Shabbat o dei Festival. Ognuna di queste 3 benedizioni conclude una sezione dell'Amidah – e sono: "Malchuyot" (Regalità, che include anche la benedizione per la santità del giorno come in un normale Mussaf), "Zichronot" (Rimembranza) e "Shofrot" (sullo Shofar). Ogni sezione contiene un paragrafo introduttivo seguito da una selezione di versetti sulla "materia". I versetti sono 3 dalla Torah, 3 da Ketuvim, 3 da Nevi'im e un altro dalla Torah. Durante la ripetizione dell'Amidah, lo Shofar viene suonato (eccetto di Shabbat) dopo la benedizione che conclude ogni sezione.
L'Aseemblea Rabbinica dell'Ebraismo conservatore ha creato due forme di Amidah Mussaf con varie differenze dalla forma ortodossa. Una versione si riferisce ai sacrifici prescritti, ma del tempo passato ("Là i nostri antenati offrirono" piuttosto che "Là offriremo"). Una versione più recente omette del tutto i riferimenti ai sacrifici. Sia l'Ebraismo riformato che quello ricostruzionista generalmente omettono l'Amidah Mussaf durante lo Shabbat, sebbene venga mantenuto in certe festività.

### Amidah Ne'ilah
Durante lo Yom Kippur, una quinta Amidah [in aggiunta a quella di Ma'ariv (sera), Shacharit (mattina), Mussaf (addizionale) e Mincha (pomeridiana)] viene recitata e ripetuta alla chiusura dello Yom Kippur. La congregazione tradizionalmente sta in piedi durante tutta la ripetizione di questa preghiera, che contiene una varietà di aggiunte confessionali e supplicatorie. Nella tradizione aschenazita, è anche l'unica volta che la preghiera Avinu Malkeinu è detta di Shabbat, se Yom Kippur dovesse capitare di Shabbat, sebbene a questo punto lo Shabbat sia celestialmente finito.

## Cambiamenti dell'Amidah

### Preghiere per la pioggia e la rugiada
Durante Musaf di Sheminì Azeret si inizia a recitare mashiv haruach umorid hagheshem, Tu sei Colui che fa soffiare il vento e fa' scendere la pioggia, sino a Pesach da quando invece si recita morid hattal, Tu sei Colui che fa scendere la rugiada.
Inoltre, secondo alcuni Minhaghim, dal 4-5 dicembre in paesi come l'Italia si cambia un'altra preghiera nell'Amidah, chiedendo rugiada e pioggia come benedizione su tutta la superficie terrestre... proteggi e salva quest'annata da ogni cosa dannosa, da ogni sorta di distruzione, da ogni calamità... mentre in primavera ed estate vengono chieste rugiade di gradimento, di benedizione e di generosità..., concludendo entrambe con la benedizione: "Benedetto Tu Hashem, che benedici le annate".
Si veda quanto segue nello specifico.

#### "Ricordare la potenza" della pioggia (הזכרת גבורות גשמים)
La frase "משיב הרוח ומוריד הגשם" ("Egli [Dio] causa al vento di soffiare e alla pioggia di cadere") è inserita nella seconda benedizione dell'Amidah, nota come גבורות (Potenze), per tutta la metà piovosa dell'anno (ימות הגשמים, yemot hageshamim, cioè tra Sukkot e Pesach). Il più importante dei poteri di Dio citati in questa benedizione è la risurrezione dei morti. La pioggia è menzionata qui perché l'erogazione di pioggia da parte di Dio è considerata come una grande manifestazione della Sua potenza, come la resurrezione dei morti. Allo stesso tempo, poiché la pioggia fuori stagione può essere più dannoso che utile, la tradizione ebraica evita fortemente ogni accenno ad invocare pioggia al di fuori della stagione delle piogge.
Una caduta di pioggia non viene ritenuta opportuna di primavera e d'estate (Emisfero settentrionale), quando la pioggia non cade in Israele. Tuttavia, data l'importanza dell'umidità durante l'estate secca di Israele, molte (ma non tutte) le versioni della liturgia inseriscono la frase "מוריד הטל", "Egli fa cadere la rugiada", in ogni Amidah della metà secca del anno.
La "menzione" della pioggia (o rugiada) inizia e finisce per i festival principali (Shemini Atzeret e Pesach) perché sono giorni di grande gioia e perché sono giorni di grande frequenza alle preghiere pubbliche. Quindi il cambiamento stagionale nel linguaggio delle preghiere è diffuso velocemente e in maniera estesa.

#### Richiedere pioggia (שאלת גשמים)
Nella nona benedizione dell'Amidah settimanale, le parole "rugiada e pioggia" sono inserite durante la stagione invernale in Terra d'Israele. Questa stagione è definita con inizio nel 60º giorno dopo l'equinozio d'autunno (di solito il 4 dicembre) e con la fine a Pesach. In Terra d'Israele, tuttavia, la stagione inizia il 7 di Cheshvan. I riti sefarditi e yemeniti, invece di aggiungere solamente le parole "rugiada e pioggia" durante l'inverno, hanno due versioni distinte della nona benedizione. Durante la stagione secca, la benedizione ha questa forma:
Durante la stagione piovosa, la fraseologia viene cambiata come segue:

#### Preghiere estese per pioggia e rugiada
Durante Shemini Atzeret, l'inizio tradizionale della stagione piovosa in Israele, si aggiunge una speciale preghiera ampliata per la pioggia, Tefillat Geshem (Preghiera della Pioggia). Nel primo giorno di Pesach, l'inizio tradizionale della stagione secca in Israele, una speciale preghiera ampliata viene aggiunta per la rugiada (Tefillat Tal). Nella tradizione aschenazita, entrambe le preghiere sono recitate dal lettore durante la ripetizione dell'Amidah Mussaf. La tradizione sefardita, che proibisce tali aggiunte, le pone prima dell'Amidah Mussaf.

### Conclusione dello Shabbat e delle festività
All'Amidah Maariv dopo la conclusione di uno Shabbat o Yom Tov, si inserisce un paragrafo che inizia con Atah Chonantanu ("Ci hai concesso...") nella quarta benedizione di Binah. Il paragrafo ringrazia Dio per aver concesso l'abilità di separare tra il sacro ed il profano, parafrasando i concetti che si trovano nella cerimonia di Havdalah. Infatti il Talmud insegna che, se ci si dimentica questo paragrafo, l'Amidah non deve essere ripetuta, perché la Havdalah verrà recitata dopo, sul vino. Quando la Atah Chonantanu è detta, il lavoro proibito nel giorno santo diviene permesso perché la separazione dal giorno santo è stata stabilita.

### I Dieci Giorni del Pentimento
Durante i "Dieci Giorni di Pentimento" tra Rosh haShanah e Yom Kippur, ulteriori versetti vengono inseriti nella prima benedizione, nella seconda, penultima e ultima di tutte le Amidot. Queste righe aggiuntive invocano la misericordia di Dio e pregano per venir iscritti nel Libro della Vita. In molte comunità, quando lo chazzan giunge a questi versetti durante la sua ripetizione, fa una pausa e la congregazione recita le righe prima di lui. Durante la recitazione finale dell'Amidah nello Yom Kippur, la preghiera è leggermente modificata e legge "sigillaci" nel libro della vita, invece di "scrivici".
Inoltre, le conclusioni di due benedizioni vengono modificate a riflettere i giorni in cui la sovranità di Dio è intensamente lodata e riconosciuta. Nella terza benedizione, la chiusura "Benedetto Tu, o Signore, Dio Santo" è sostituita con "Benedetto Tu, o Signore, Re Santo". Nei giorni feriali, la chiusura dell'undicesima benedizione cambia da "Benedetto Tu, o Signore, Re che ami la carità e la giustizia" a "Benedetto Tu, Signore, Re del giudizio."

### Giorni del digiuno
Durante i giorni del digiuno (Ta'anit), preghiere speciali vengono aggiunte all'Amidah. A Shacharit non si fanno cambiamenti all'Amidah silenziosa, ma lo chazzan aggiunge un'ulteriore benedizione alla sua ripetizione, subito dopo la benedizione di Geulah, nota con la sua prima parola Aneinu ("rispondici"). La benedizione si conclude con la chiusura "Benedetto Tu, O Signore, che ci rispondi (alcuni dicono: alla Tua nazione Israele) in tempo di difficoltà".
Alla Minchah, lo chazzan aggiunge Aneinu nella sua ripetizione, come a Shacharit. Inoltre, durante l'Amidah silenziosa, tutti i membri digiunanti della congregazione recitano il testo di Aneinu senza la sua chiusura nella benedizione di Tefillah. Le comunità che dicono la versione corta della benedizione Shalom a Minchah e Maariv, dicono la versione completa in questa Minchah. Lo chazzan dice anche la benedizione sacerdotale prima di Shalom come farebbe a Shacharit, a differenza della solita Minchah feriale quando non si dice la benedizione sacerdotale.
Questo nel caso vi siano almeno 6 uomini ebrei digiunanti Bar mitzvah.

#### Tisha b'Av
Durante Tisha b'Av a Minchah, gli aschenaziti aggiungono una preghiera che inizia con  Nachem ("Consola...") alla conclusione della benedizione Binyan Yerushalayim, elaborando sullo stato luttuoso del Tempio di Gerusalemme. La chiusura della benedizione viene estesa anche a "Benedetto Tu, Signore, che consoli Sion e costruisci Gerusalemme." In altre tradizioni, si dice in tutte le Amidot di Tisha b'Av, quasi senza concludere la precedente benedizione.

### Ya'aleh VeYavo
A Chol haMoed (i giorni intermedi delle festività) e Rosh Chodesh (novi mesi), la preghiera Ya'aleh Veyavo ("Possa [il nostro ricordo] elevarsi ed esser accolto...") è inserito nella benedizione di Avodah. Ya'aleh Veyavo viene detta anche nella benedizione Kedushat HaYom al Festival Amidah e al Birkat HaMazon. Una frase della preghiera varia a seconda della festività del giorno, citandola per nome.

### Al HaNissim
Per Hanukkah e Purim vengono recitate le Amidot feriali, ma si inserisce un paragrafo speciale nella benedizione di Hoda'ah. Ciascun paragrafo della rispettiva festività racconta le origini storiche di quella ricorrenza, ringraziando Dio per la salvezza. Entrambi i paragrafi vengono introdotti dalla stessa apertura: "Ti ringraziamo per le opere miracolose  (Al HaNissim) e per la redenzione e per i potenti atti e le azioni di salvezza da Te effettuati, e anche per le guerre che Tu hai combattuto per i nostri antenati nei giorni antichi di questa stagione."

### Cambiamenti moderni delle correnti liberali
La modifica più recente al testo dell'Amidah quotidiana standard che sia stata accettata dall'Ebraismo ortodosso, fu formulata dall'Arizal nel XVI secolo. Produsse un testo dell'Amidah che sembra essere una fusione del testo aschenazita e sefardita secondo la sua interpretazione della Cabala. Dopo l'istituzione dello Stato di Israele e la riunificazione di Gerusalemme, alcune autorità ortodosse hanno proposto modifiche allo speciale Nachem ("consola...") che commemora la distruzione di Gerusalemme, aggiunte all'Amidah di Tisha b'Av alla luce di questi eventi.
Gli ebrei conservatori e riformati hanno modificato il testo in varia misura per portarlo in allineamento con la loro visione delle necessità e sensibilità moderne. L'Ebraismo conservatore mantiene il numero e il tempo dei periodi tradizionali durante i quali va detta l'Amidah, omettendo però le suppliche esplicite per il restauro dei sacrifici. L'Ebraismo ricostruzionista e l'Ebraismo riformato, in linea con le loro opinioni che il ritmo degli antichi sacrifici non debba più regolare la preghiera ebraica moderna, spesso omettono alcune delle preghiere dell'Amidah, come ad esempio il Mussaf, i requisiti temporali e i riferimenti al Tempio ed ai suoi sacrifici.
L'Ebraismo riformato ha cambiato la prima benedizione, che tradizionalmente declama la frase "Dio dei nostri padri, Dio di Abramo, Dio di Isacco e Dio di Giacobbe", uno dei nomi biblici di Dio. Le nuove edizioni del siddur riformato invovano esplicitamente avoteinu v'imoteinu ("i nostri padri e le nostre madri") e i riformati e alcune congregazioni conservatrici modificano la seconda invocazione a "Dio di Abramo, Dio di Isacco e Dio di Giacobbe; Dio di Sara, Dio di Rebecca, Dio di Lia, e Dio di Rachele". Il nuovo libro di preghiere riformato, Mishkan T'filah, inverte i nomi di Lia e Rachele.
Rami liberali dell'Ebraismo fanno ulteriori modifiche alle benedizioni di apertura. La frase umeivi go‘eil ("e porta un redentore") viene modificata dall'Ebraismo riformato in umeivi ge‘ulah ("che porta redenzione"), sostituendo il Messia personale con un'Età Messianica. La frase m‘chayei hameitim ("che fa risorgere i morti") è sostituita nei siddurim riformati e ricostruzionisti con m‘chayei hakol ("che dà la vita a tutti"), e m‘chayei kol chai ("che dà vita a tutta la vita") rispettivamente. Ciò rappresenta un allontanamento dal tradizionale articolo di fede che Dio farà risorgere i morti.
La preghiera 17, Avodah, chiede a Dio di ripristinare i servizi del Tempio, costruire un Terzo Tempio e ristabilire il culto sacrificale. La meditazione conclusiva finisce con una preghiera aggiuntiva per il restauro del culto del Tempio. Entrambe le preghiere sono state modificate nel siddur conservatore, in modo che sebbene ancora chiedano il restauro del Tempio, rimuovono però il motivo esplicito della ripresa dei sacrifici. (Alcune congregazioni conservatrici rimuovono completamente la preghiera silenziosa conclusiva del Tempio). Il siddur riformato modifica anche questa preghiera, eliminando ogni riferimento al servizio del Tempio e sostituendo la richiesta per il ripristino del Tempio con "Dio che sei vicino a quanti Ti invocano, guarda i Tuoi servi e abbia pietà di noi; versa il Tuo Spirito su di noi".
Molte congregazioni riformate spesso concludono con Sim Shalom o Shalom Rav. Una volta che una di queste preghiere è stata recitata o cantata, molte congregazioni continuano con una variazione di Mi Shebeirach, la tradizionale preghiera per la guarigione, seguita dalla preghiera silenziosa e poi dalla ripresa del servizio regolare.

#### Mi Shebeirach
| Traduzione italiana | Traslitterazione                                   | Ebraico                             |
| --- | -------------------------------------------------- | ----------------------------------- |
| Che la fonte di forza che ha benedetto quelli prima di noi ci aiuti a trovare il coraggio di rendere la nostra vita una benedizione, e diciamo Amen. | Mi Shebeirach avoteinu M'kor habrachah l'imoteinu  | מִי שֶׁבֵּרַךְ אַבוֹתֵינוּ מְקוֹר הַבְּרָכָה לְאִמוֹתֵינוּ |
| Benedici coloro che hanno bisogno di guarigione con r'fu-a sh'lei-ma, il rinnovamento del corpo, il rinnovamento dello spirito, e diciamo Amen.      | Mi shebeirach imoteinu M'kor habrachah laavoteinu. | מִּי שֶׁבֵּרַךְ אִמוֹתֵינוּ מְקוֹר הַבְּרָכָה לְאֲבוֹתֵינוּ |

## Halakhah
Sinossi dalla Halakhah:
- La preghiera viene recitata da tre a cinque volte al giorno; alcune di queste recitazioni (di forma leggermente diversa), note come Musaf (preghiera addizionale), si recitano solamente nel giorno di sabato ed in occasioni di festività ebraiche in memoria dei sacrifici che venivano eseguiti nel periodo di esistenza del Tempio di Gerusalemme.
- L'Amidah viene recitata sottovoce dal singolo individuo e poi ripetuta dall'ufficiante Chazzan solo in Shachrit e Minchah in presenza di un Minian; durante la ripetizione vengono aggiunti due brani: la Qedushah, una santificazione esplicita di D-o onnipotente, e la Birkhat Cohanim (benedizione sacerdotale) in cui i discendenti di Aronne (Cohanim) impartiscono una triplice benedizione ai fedeli.
- Prima di iniziare devono essere compiuti 3 passi in avanti iniziando col piede destro, partendo dai piedi uniti, ed infine congiungendo il sinistro col destro nuovamente uniti (cfr Shekhinah). Al termine, prima di recitare[50] oseh shalom bimromaiv, si compiono tre passi indietro iniziando col piede sinistro, continuando col piede destro, nuovamente col piede sinistro sino a ricongiungervi il piedi destro.
Iniziando ossè shalom... ci si inchini a sinistra, in corrispondenza alla destra di Dio, poi a destra col recitare hu berachamaiv... ed infine al centro con ve'al kol 'amo... (cfr Sefirot).
- In due punti dell'Amidah si permette l'aggiunta di Teshuvah e di preghiere personali: cfr. "Mitzvah".
- Qualora si sbagli, soprattutto durante le prime 3 Berakhot (caso, quest'ultimo, in cui bisogna ripetere fin dal principio la qui citata Amidah), deve continuare se sono trascorsi meno di "due secondi" come tempo-"limite".
- Come per lo Shemà, bisogna prestare molta attenzione per la recitazione delle Amiddot.